# Буинский кантон
Буинский кантон (тат. Буа кантоны) — административно-территориальная единица в составе Татарской АССР, существовавшая в 1920—1930 гг. Центр кантона — город Буинск. Площадь — 2,8 тыс. км². Население — 143,0 тыс. чел. (1926).
По данным 1926 года в кантоне было 7 волостей
- Буинская
- Бурундуковская
- Городищенская
- Дрожжановская
- Тархановская (центр — с. Б. Тарханы)
- Убеевская (центр — с. Церковные Убеи)
- Шаймурзинская

Волости делились на 139 сельсоветов.
В 1927 году к Буинскому кантону была присоединена территория упразднённого Тетюшского кантона. В 1930 году Буинский кантон, как и все остальные кантоны Татарской АССР, был упразднён. На его территории были образованы районы.